# Spiderhead
Spiderhead è un film del 2022 diretto da Joseph Kosinski.

## Trama
Steve Abnesti è il direttore di un carcere, dove i detenuti vivono in una quasi totale libertà in cambio della loro autorizzazione a svolgere esperimenti scientifici sui loro corpi. A ciascun detenuto, infatti, è connessa una speciale flebo, chiamata Mobipak che inietta in loro diversi contenuti a seconda degli esperimenti da eseguire. Jeff (arrestato per incidente, compiuto in stato di ebbrezza), il carcerato con cui il direttore sembra aver stretto il rapporto più intimo, viene portato di fronte a una discarica a cielo aperto e, iniettatagli una sostanza, denominata N-40, egli la descrive come una cosa meravigliosa.
Gli esperimenti nel carcere continuano, e questa volta Steve vuole provare la N-40 iniettandola contemporaneamente a due persone. I detenuti scelti sono proprio Jeff e una ragazza, Heather, che, trascinati dalla sostanza, si attraggono fisicamente in maniera reciproca al punto da terminare in un rapporto sessuale. Alla fine dell'esperimento, Steve ordina al suo collaboratore Mark di tenere d'occhio i due detenuti per vedere se in loro rimane qualche residuo d'amore anche dopo che l'effetto della sostanza (che prende il nome di Istantamor) svanirà dai loro corpi.
Steve pone Jeff di fronte a una decisione, durante la prova di una nuova sostanza, la I-16, chiamata Depreflux. Ma Jeff, consapevole degli effetti terribili che provoca, avendola provata, si rifiuta di farla iniettare a Heather. Steve prova a persuaderlo, fino a costringerlo ad accettare di eseguire l'esperimento, che però fallisce: Heather, infatti, in preda a una confusione che la fa soffrire, si uccide per non sentire più il dolore. Colti di sorpresa, Steve e Mark provano a salvare la ragazza, lasciando solo nella sala controllo Jeff, che sfogliando gli appunti di Steve fa una scoperta: quella struttura in realtà non è un carcere, ma un laboratorio segreto e illegale dove vengono sperimentati farmaci per un'azienda, la Abnesti Pharmaceuticals. Jeff nota anche che Steve ha la stessa flebo dei prigionieri, perché vuole provare in prima persona l'efficacia delle sostanze.
Jeff decide di non acconsentire più agli esperimenti su di lui, trovando conforto in un'altra ragazza, Lizzy, a cui svela che nella notte in cui ha ucciso il suo amico, in auto con loro era presente anche la sua fidanzata, che è rimasta uccisa nell'esplosione della macchina. I due si baciano, e Steve nota subito che tra loro c'è del sentimento. Jeff viene nuovamente richiamato dal direttore per iniettare il Depreflux nel corpo di Lizzy, come test per valutare se Jeff è in grado di fare del male a una persona che ama. Jeff attacca Steve e gli inietta alcune sostanze che lo fanno soffrire, rivelandogli che sa a cosa servono realmente quegli esperimenti: ogni sostanza testata non era altro che una prova utile al fine di sperimentare il reale il farmaco B-6, nominato O-B-D-X, che ha il potere di controllare completamente le azioni di un individuo. Steve si rende conto che Mark (uscito dalla struttura poco prima con una scusa) sta tornando con la polizia e quindi tenta la fuga con il suo idrovolante, andandosi a schiantare poco dopo, mentre Jeff e Lizzy scappano con un motoscafo, finalmente liberi.

## Produzione
Nel febbraio 2019 viene annunciato un adattamento cinematografico dell'opera Escape from Spiderhead di George Saunders, con Joseph Kosinski alla regia.

### Cast
Nel settembre 2020, Chris Hemsworth, Miles Teller e Jurnee Smollett si sono uniti al cast.

### Riprese

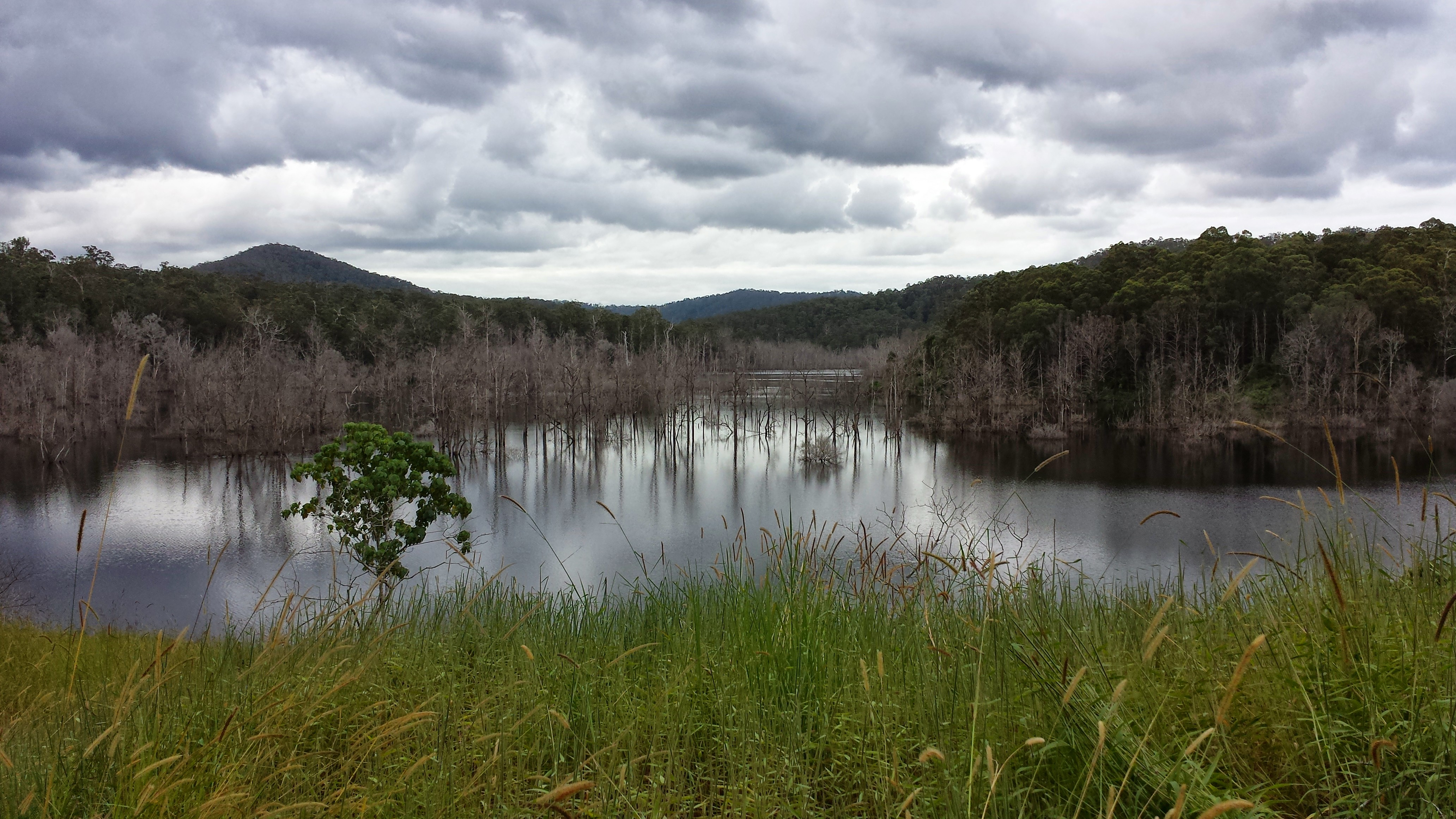
Una delle location delle riprese (Queensland)

Le riprese principali sono iniziate all'inizio di novembre 2020 nel Queensland, in Australia. Sempre nello stesso mese il film e la serie Pieces of Her hanno ricevuto un finanziamento di 21,58 milioni di dollari australiani da parte del governo australiano. La premier del Queensland, Annastacia Palaszczuk, ha affermato che la produzione avrebbe creato 360 nuovi posti di lavoro e che avrebbe portato circa 47 milioni di dollari australiani all'economia dello Stato. Le riprese si sono svolte anche nella Gold Coast.

## Promozione
Il trailer è stato distribuito il 18 maggio 2022.

## Distribuzione
Il film è uscito sulla piattaforma di streaming Netflix il 17 giugno 2022. La première mondiale di Spiderhead si è tenuta l'11 giugno 2022 a Sydney, in Australia.

## Accoglienza

### Critica
Sull'aggregatore di recensioni Rotten Tomatoes il film ottiene il 39% delle recensioni professionali positive, con un voto medio di 5,2 su 10 basato su 156 critiche, mentre su Metacritic ha un punteggio di 55 su 100 basato su 18 recensioni.